# Diagnoses Plantarum Novarum vel Minus Cognitarum Mexicanarum et Centrali-Americanarum
Diagnoses Plantarum Novarum vel Minus Cognitarum Mexicanarum et Centrali-Americanarum (abreviado Diagn. Pl. Nov. Mexic.) es un libro con ilustraciones y descripciones botánicas que fue escrito por el botánico inglés William Botting Hemsley y publicado en Londres en 3 partes en los años 1878 - 1880.

## Publicación
- Parte N.º 1, pp. [1]-16 - Jul 1878;
- Parte N.º 2, pp. 17-37 - Jul 1879;
- Parte N.º 3, pp. 39-56 - Apr 1880